# Греко-Югославская конфедерация
Греко-Югославская конфедерация / федерация или Балканский союз — политический концепт государства после Второй мировой войны, спонсированный Великобританией включая правительство Югославии в изгнании и правительство Греции в изгнании. Правительства Греции и Югославии подписали соглашение, продвигающее объединение, но оно так и не вышло из стадии планирования из-за несогласия внутри Югославского и Греческого правительств, событий в мире и противодействия Советского Союза. Это объединение предусматривало создание конфедерации Греции и Югославии.

## Предпосылки
После оккупации Греции и Югославии Нацистской Германией, Греция и Югославия сформировали правительства-в-изгнании в Лондоне.
Создание союза Греции и Югославии было первым шагом британского «плана Эдема», целью которого было создание центрально-восточного союза, дружественному западу. Следующей целью после объединения Греции и Югославии должна была стать присоединение Албании, Болгарии и Румынии в Балканский Союз. Последним шагом должно было стать объединение Балканского Союза с Центральной Европейской Федерацией, состоящей из Польши, Венгрии и Чехословакии. Первый шаг был ограничен только Югославией и Грецией, потому что на тот момент только они поддержали Союзников.

## Подписание договора
Оба правительства в изгнании вели переговоры об условиях соглашения до конца 1941 года. Соглашение было подписано Слободаном Йовановичем и Эммануилом Цудеросом на церемонии, проведенной в Британском министерстве иностранных дел под председательством министра иностранных дел Великобритании Энтони Идена. В соглашении прямо говорилось, что оба правительства надеются присоединить к Балканскому Союзу ещё больше стран. Хотя странам было рекомендовано проявлять осторожность с выявлением надежды на то, что Болгария и Румыния присоединятся к союзу, 4 февраля 1942 г. Иден заявил в Палате общин, что договор, подписанный между Югославией и Грецией должен стать основой для создания Балканской конфедерации.
При поддержке министерства иностранных дел Великобритании, вместе с Польско-Чехословацкой конфедерацией они должны были сформировать прозападную организацию государств между Германией и Советским Союзом. Оба правительства в изгнании согласились сформировать политический, экономический и военный союз под девизом «Балканы для балканского народа».
Их правительства не будут объединены, но будет большая координация между их правительствами. Соответственно. их монархии должны были быть объединены бракосочетанием короля Югославии Петра II с принцессой Греции Александрой. Союз должен был быть окончательно сформирован после войны.
Брак Петра и Александры стал проблемным и уменьшил поддержку формирования союза со стороны обоих правительств в изгнании. На международной арене конфедерация была благосклонно принята Турцией, но была негативно воспринята Советским Союзом, поскольку Иосиф Сталин не видел необходимости в сильной и независимой федерации в Европе, которая могла бы угрожать его планам в Восточной Европе.

## Конец конфедерации
В 1942 году британское правительство решило поддержать силы Иосипа Броз Тито вместо четников-партизан в Югославии и признало план конфедерации невыполнимым. В 1944 году британцы отозвали свое признание югославского правительства и признали коммунистический югославский национальный комитет освобождения Ивана Шубашича, подчинявшегося Тито.

## Альтернативные планы
В конце 1944 года компартия Югославии начала разработку альтернативных планов создания Балканской федерации. Поскольку Черчилль и Сталин договорились, что Греция будет в сфере влияния Запада, планы должны были исключить Грецию.